# 금곡역 (금강산선)
금곡역(金谷驛)은 지금의 강원특별자치도 철원군 근북면에 위치했던 금강산선의 철도역이다.

## 연혁
- 1924년 11월 26일 : 금곡리역(金谷里驛)으로 영업 개시[1]
- 일자 불명[2] : 금곡역으로 개칭
- 1950년 : 한국 전쟁으로 폐지